# Marco Schwarz
Marco Schwarz (Villach, 16. kolovoza 1995.) je austrijski alpski skijaš.

## Karijera
Prvi put je nastupio u Leviju 2014. na Svjetskom skijaškom kupu.
Prvo postolje je osvojio 22. prosinca 2015. u Madonni di Campiglio kada je zauzeo 3. mjesto.

## Vanjske poveznice
- FIS-ski.com Službena stranica